# الكناني (القفر)

تعديل مصدري - تعديل

الكناني هي إحدى قرى عزلة بني سيف العالي بمديرية القفر التابعة لمحافظة إب، بلغ تعداد سكانها 479 نسمة حسب تعداد اليمن لعام 2004. ومن اشهر ابنائها المجاهد ابو اسامه طلال المياح